# Nicolás María Garelli

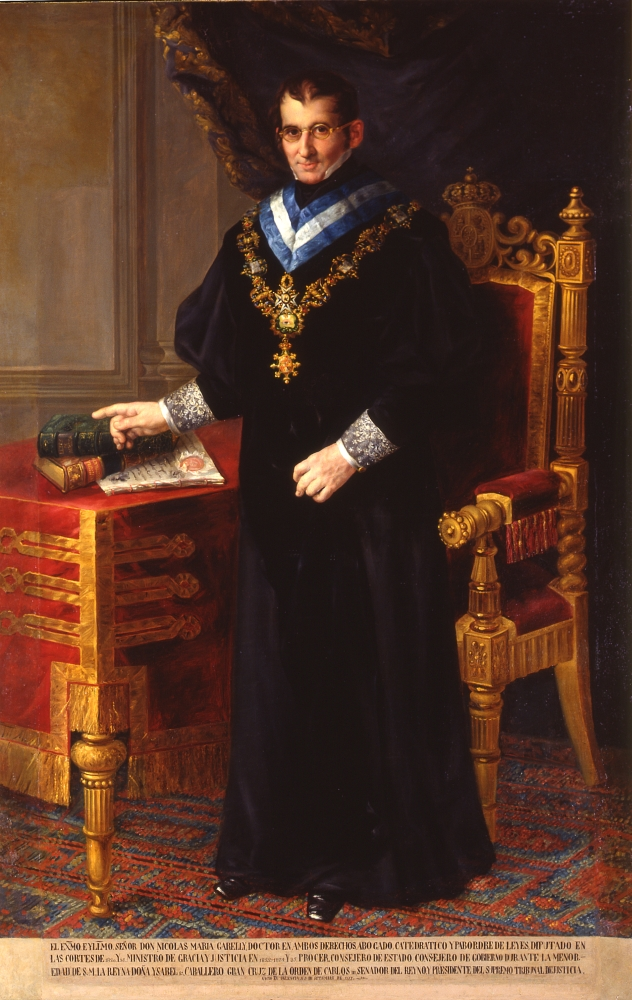
Nicolás María Garelli y Battifora por Joaquín García Barceló, óleo sobre lienzo, 202 x 132 cm, Universidad de Valencia, Paraninfo

Nicolás María Garelli y Battifora o Garelly (Valencia, 10 de septiembre de 1777-Madrid, 13 de febrero de 1850), fue un jurista y político español de tendencia liberal moderada, que intervino de forma destacada en las transformaciones legislativas que desmontaron las Instituciones del Antiguo Régimen en España durante la primera mitad del siglo XIX. Catedrático de Derecho en la Universidad de Valencia y presidente del Tribunal Supremo, ocupó el cargo de secretario de despacho de Gracia y Justicia durante los gobiernos de Francisco Martínez de la Rosa, tanto durante el Trienio liberal (1822) como a comienzos del reinado de Isabel II (1834-1835). 

## Biografía
En 1805 ayudó a Juan de la Reguera y Valdelomar en la Novísima Recopilación de las Leyes de España, precisamente el último de los monumentos legislativos del Antiguo Régimen.
Contribuyó decisivamente a la redacción del proyecto de Código civil de 1821, a comienzos del periodo denominado Trienio liberal. Formó parte del Consejo de Gobierno, establecido de acuerdo con el testamento de Fernando VII, durante los primeros años de reinado de Isabel II.
Posiblemente la más espectacular de sus intervenciones históricas fue el decreto de supresión del Tribunal de la Inquisición de 15 de julio de 1834; aunque sus efectos prácticos eran nulos, ya que esa institución carecía de actividad desde hacía quince años.
Durante esa misma etapa su actividad legislativa se centró, con la colaboración de Javier de Burgos y el propio Martínez de la Rosa, en la redacción del Estatuto Real de 1834, un texto pseudo-constitucional de carácter ecléctico entre el absolutismo y el liberalismo, siguiendo el modelo francés de carta otorgada (Charte octroyée de 1814); que, al contrario que la Constitución de 1812, no reconocía la soberanía nacional. También impulsó una comisión para la reforma del Código de comercio, en la que, por recomendación del conde de Toreno, situó como secretario a Salustiano Olózaga.

## Familia
Contrajo matrimonio con María Francisca Balanzat d´Orbay y Briones, hermana de los militares Ignacio y Luis Mariano Balanzat d´Orbay y Briones. El matrimonio tuvo un hijo Nicolás Garelli y Balanzat.